# Sophia Flörsch
Sophia Flörsch (Grünwald, 1 december 2000) is een Duits autocoureur. Sinds 2023 is zij lid van de Alpine Academy, het opleidingsprogramma van het Formule 1-team Alpine.

## Carrière
Flörsch begon haar autosportcarrière in het karting op vijfjarige leeftijd in 2005. Tussen 2008 en 2014 nam zij deel aan diverse kartevenementen in Europa. Zij werd de eerste vrouwelijke coureur en jongste coureur van drie van deze kampioenschappen; het SAKC Championship in 2008, het Duitse kampioenschap in 2009 en het Europees kampioenschap Easykart in 2010. Tevens werd zij gescout door Red Bull.
In 2015 had Flörsch de keuze om nog een jaar in de karts door te brengen of om over te stappen naar het Britse Ginetta Junior Championship, aangezien zij vanwege haar leeftijd nog niet mocht uitkomen in het formuleracing. Uiteindelijk koos zij voor het Ginetta Junior-kampioenschap, waarin zij uitkwam voor HHC Motorsport. Zij won twee races op het Thruxton Circuit en werd hiermee de jongste coureur die ooit een race won in deze klasse. Op het Croft Circuit behaalde zij nog twee podiumplaatsen, maar door een gebrek aan sponsorgeld waren deze races haar laatste van het seizoen. Op dit moment was zij derde in het kampioenschap, maar ondanks dat zij in slechts tien van de twintig races deelnam, eindigde zij alsnog als elfde in het kampioenschap met 211 punten.
In 2016 maakte Flörsch alsnog de overstap naar het formuleracing, waarbij zij haar Formule 4-debuut maakte in het ADAC Formule 4-kampioenschap voor het team Motopark. Haar beste resultaat was een vijfde plaats tijdens het openingsweekend op de Motorsport Arena Oschersleben. Met 19 punten eindigde zij op de 25e plaats in het kampioenschap.
In 2017 bleef Flörsch actief in het kampioenschap, maar stapte over naar het team BWT Mücke Motorsport. In de laatste twee raceweekenden van het seizoen op de Sachsenring en de Hockenheimring behaalde zij twee derde plaatsen. Met 71 punten verbeterde zij zichzelf naar de dertiende plaats in de eindstand. Ook reed zij voor Mücke in de eerste drie raceweekenden van het Italiaanse Formule 4-kampioenschap, waarin een vijfde plaats op de Adria International Raceway haar beste resultaat was. In dit kampioenschap werd zij echter niet geklasseerd omdat zij niet genoeg races reed.
In 2018 had Flörsch veel moeite om sponsorgeld voor een racezitje bij elkaar te krijgen. Wel testte zij regelmatig een Formule 3-auto voor het team Van Amersfoort Racing. Halverwege het seizoen werd bekend dat zij vanaf het vierde raceweekend op het Circuit Park Zandvoort voor dit team mocht racen in het Europees Formule 3-kampioenschap. Met een punt, behaald door een tiende plaats op de Red Bull Ring, eindigde zij op de 22e plaats in het kampioenschap.
Aan het eind van het seizoen 2018, op 18 november, nam Flörsch deel aan de Grand Prix van Macau voor Van Amersfoort Racing. In de vierde ronde van de hoofdrace maakte zij een zware crash mee toen zij in contact kwam met Jehan Daruvala, die remde voor incorrect getoonde gele vlaggen. Hierdoor verloor zij de controle over haar auto en werd deze gelanceerd over de auto van Sho Tsuboi en vloog met hoge snelheid door de veiligheidshekken heen. Flörsch, Tsuboi, twee fotografen en een marshal werden daarbij gewond. Flörsch liep door de crash een breuk in haar rug op.
In maart 2019 reed Flörsch weer, in het Formula Regional European Championship. In september liep ze een marathon, omdat ze wilde weten of ze dat aankon. Een jaar later was ze weer terug in Macau om op uitnodiging van HWA de race in een formule 3-auto te rijden.
In 2020 nam Flörsch deel aan het FIA Formule 3-kampioenschap voor het team van Campos Racing. Daarmee was ze de eerste vrouwelijke coureur in het kampioenschap. Zij kende echter een weinig succesvol seizoen waarin zij geen punten scoorde en met een twaalfde plaats op het Autodromo Nazionale Monza als beste klassering op plaats 29 in het kampioenschap eindigde. Tevens nam zij dat jaar deel aan de 24 uur van Le Mans als onderdeel van het Richard Mille Racing Team met Beitske Visser en Tatiana Calderón. Het team werd negende in de LMP2-klasse.
In 2021 kwam Flörsch uit in de DTM bij het met Audi rijdende Team Abt en kwam zij tegelijk uit in het FIA World Endurance Championship (WEC) bij het Richard Mille Racing Team. In de DTM behaalde zij acht punten met twee negende plaatsen op het TT-Circuit Assen en de Norisring, waardoor zij achttiende werd in de eindstand. In het WEC deelde zij de auto met Tatiana Calderón en Beitske Visser en behaalde zij twee zesde plaatsen op het Autódromo Internacional do Algarve en het Bahrain International Circuit als beste klasseringen. Met 31 punten werd het duo dertiende in de LMP2-klasse. Aan het eind van het jaar reed zij de race op Portimão in de LMP2-klasse van de European Le Mans Series bij het team Algarve Pro Racing, waarin zij samen met Richard Bradley en Ferdinand Habsburg derde werd.
In 2022 reed Flörsch een volledig programma in de LMP2-klasse van de European Le Mans Series. Zij zou uitkomen voor het Russische team G-Drive Racing, maar deze trok zich terug na de Russische invasie van Oekraïne. Het team werd hierop overgenomen door Algarve Pro Racing, waar zij de auto deelde met Bent Viscaal. In de eerste race op het Circuit Paul Ricard behaalde het duo een podiumplaats, maar Flörsch maakte het seizoen niet af en werd voor de laatste twee races vervangen door Filip Ugran. Wel nam zij dat jaar samen met John Falb en Jack Aitken deel aan de 24 uur van Le Mans, waarin zij twintigste werden in de LMP2-klasse en vijfde in de LMP2 Pro-Am-klasse.
In 2023 keerde Flörsch terug in de FIA Formule 3 bij het nieuwe team PHM Racing by Charouz. Tevens werd zij opgenomen in de Alpine Academy, het opleidingsprogramma van het Formule 1-team Alpine. Op het Circuit de Spa-Francorchamps werd zij de eerste vrouw die in deze klasse tot scoren kwam met een zevende plaats in de race. Dit was haar enige puntenfinish van het seizoen, waardoor zij met 6 punten op plaats 23 in het kampioenschap eindigde. In de Grand Prix van Macau werd zij voor Van Amersfoort Racing elfde in de race.
In 2024 bleef Flörsch actief in de FIA Formule 3, maar stapt hierin over naar Van Amersfoort. Een elfde plaats op de Red Bull Ring was haar beste race-uitslag en zij eindigde puntloos op plaats 29 in het klassement.
In 2025 gaat Flörsch in de Verenigde Staten racen en neemt zij voor HMD Motorsports deel aan de Indy NXT.